# Benjamin Balansa
Gaspard Joseph Benedict Balansa, plus connu sous le nom de Benjamin Balansa parfois Benedict Balansa (Narbonne, 25 mars 1825 – 2 novembre 1891) est un botaniste et explorateur français

## Biographie
Issu d'une famille de bateliers toulousains (Joseph Balansa et Jeanne Causidou), Benjamin Balansa est né dans la nuit du 25 mars 1825 sur une péniche près de Narbonne. Il fait ses études au collège de Sorèze.
Balansa fait de nombreux voyages de collecte pour le Muséum National d'Histoire naturelle de Paris qui détient la plupart de ses spécimens de plantes. Une partie de ces collections est au Muséum de Toulouse.
Son premier voyage, date de 1847 à 1848, se fait en Algérie notamment à Alger et Mostaganem. En 1849, il épouse Pauline Fabre.
De 1850 à 1853, Balansa revient en Algérie, et continue la collecte de plantes à Mostaganem puis à Oran, Muaskar. Il explore la partie Nord du Sahara, Biskra et Batna.
De 1854 à 1855, il  entreprend son premier voyage en Asie. Celui-ci  le mène à Smyrne et les régions limitrophes d'avril à mai 1854. De mars à octobre 1855, il herborise à Mersin et dans les montagnes du Taurus de Cilicie. L'année suivante, de juin à septembre 1856 il est en Tarse, puis à Kayseri en Cappadoce. En 1857, il s'installe avec sa famille à Smyrne. De mai à juillet 1857, il explore Uşak et la région environnante. En ?  il reprend ses visites en Phrygie et en Cilicie. En 1866, il fait un voyage au Lazistan et dans le Caucase, où il recueille de juin à août dans la région de Trabzon et Rize. En automne 1866, il rentre en France.
Un an plus tard, en 1867 il herborise au Maroc dans le domaine de Mogador, les montagnes de l'Atlas et Marrakech.
De 1868 à 1872 Balansa va en outre-mer en Nouvelle-Calédonie et aux îles Loyauté. Il sera directeur du Jardin d'Acclimatation à Nouméa.
De 1873 à 1877, il fait son premier voyage au Paraguay, suivi d'un second de 1878 à 1884. Il installe une distillerie d'essence d'orange (la première à Villarrica en 1880) et laisse son fils comme directeur industriel.
Il collecte dans ce pays de nombreux bryophytes, en particulier à Asunción et Caaguazú . Beaucoup plus tard, ses échantillons sont envoyés à Émile Bescherelle à Paris, qui identifie, et décrit 30 espèces de mousses et d'hépatiques.
Dans les années 1885 à 1889, il travaille au Tonkin, et entreprend un voyage à l'île de Java. En 1891 lors de son deuxième séjour à Hanoï, Balansa meurt de dysenterie.

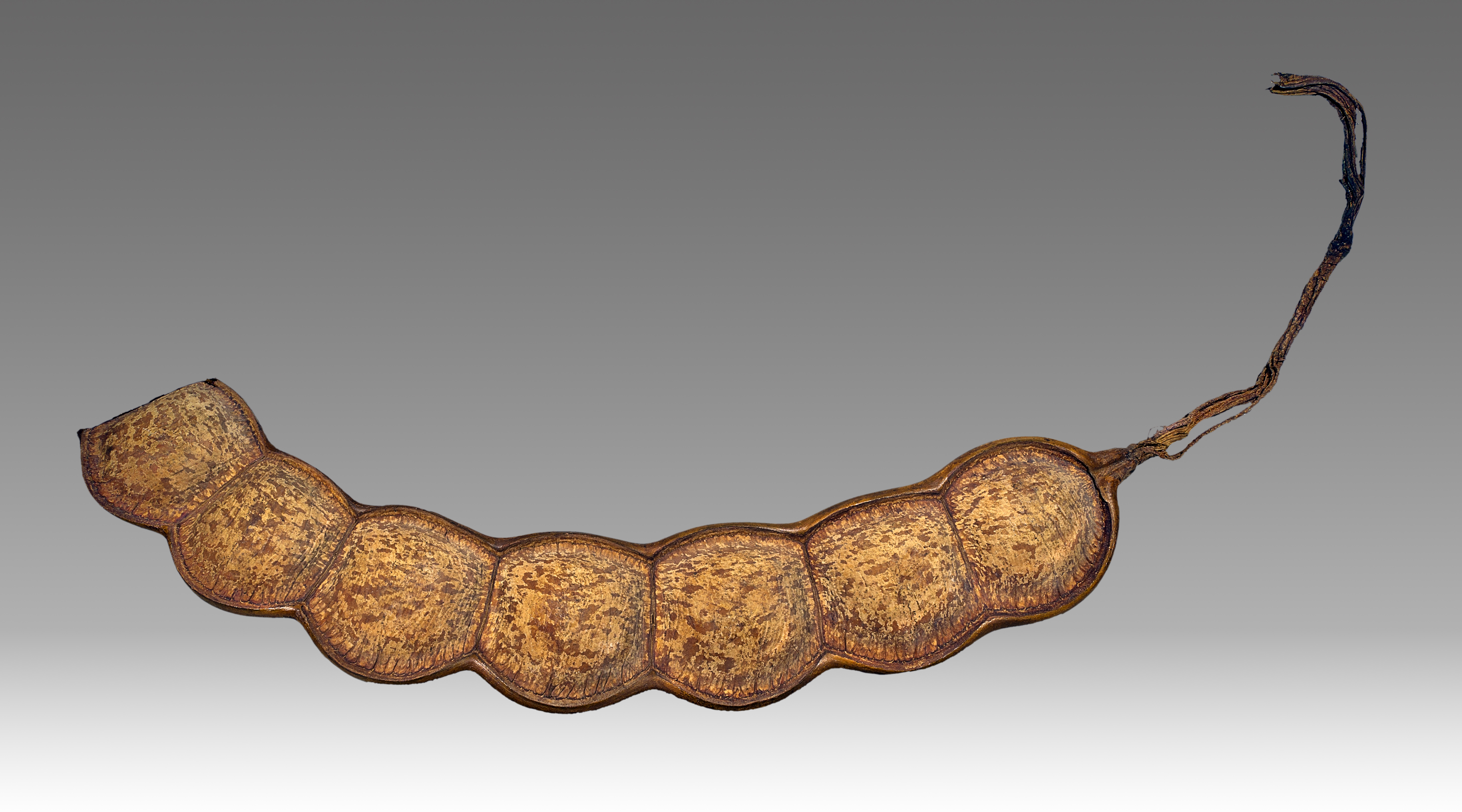
Entada phaseoloides Balansa collection MHNT
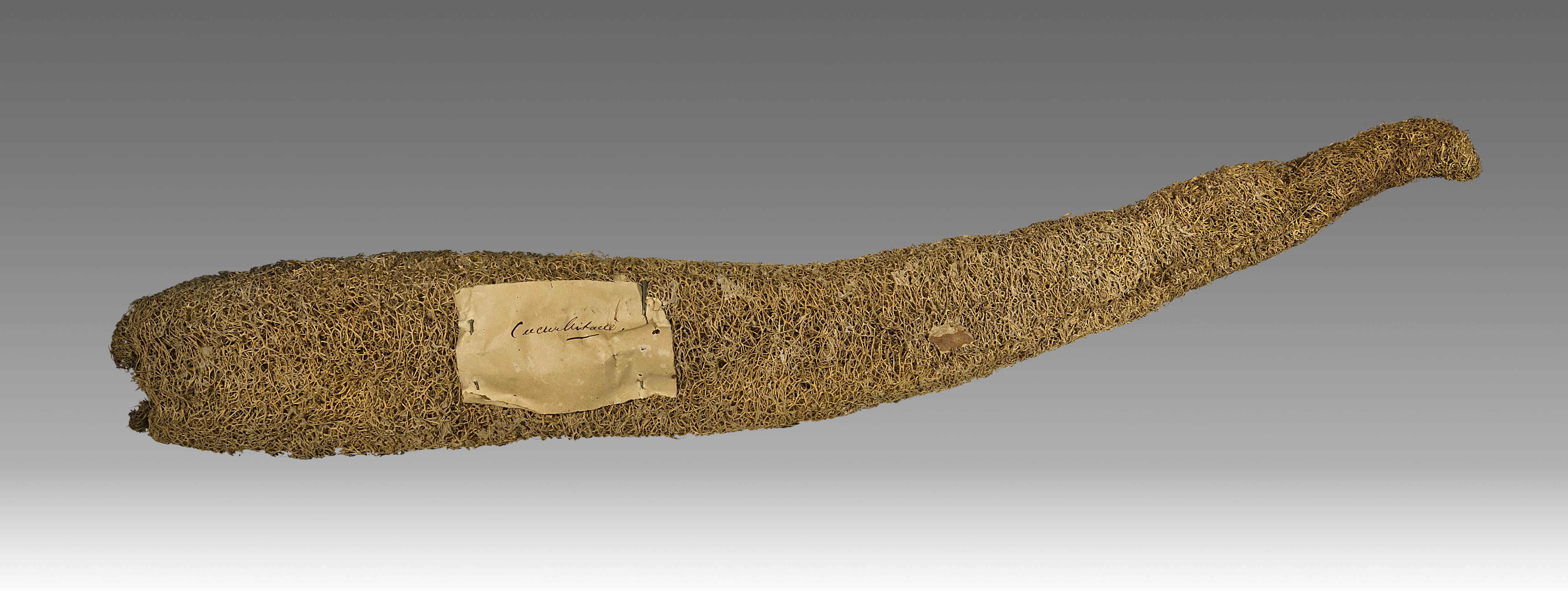
Luffa aegyptiaca Balansa collection MHNT
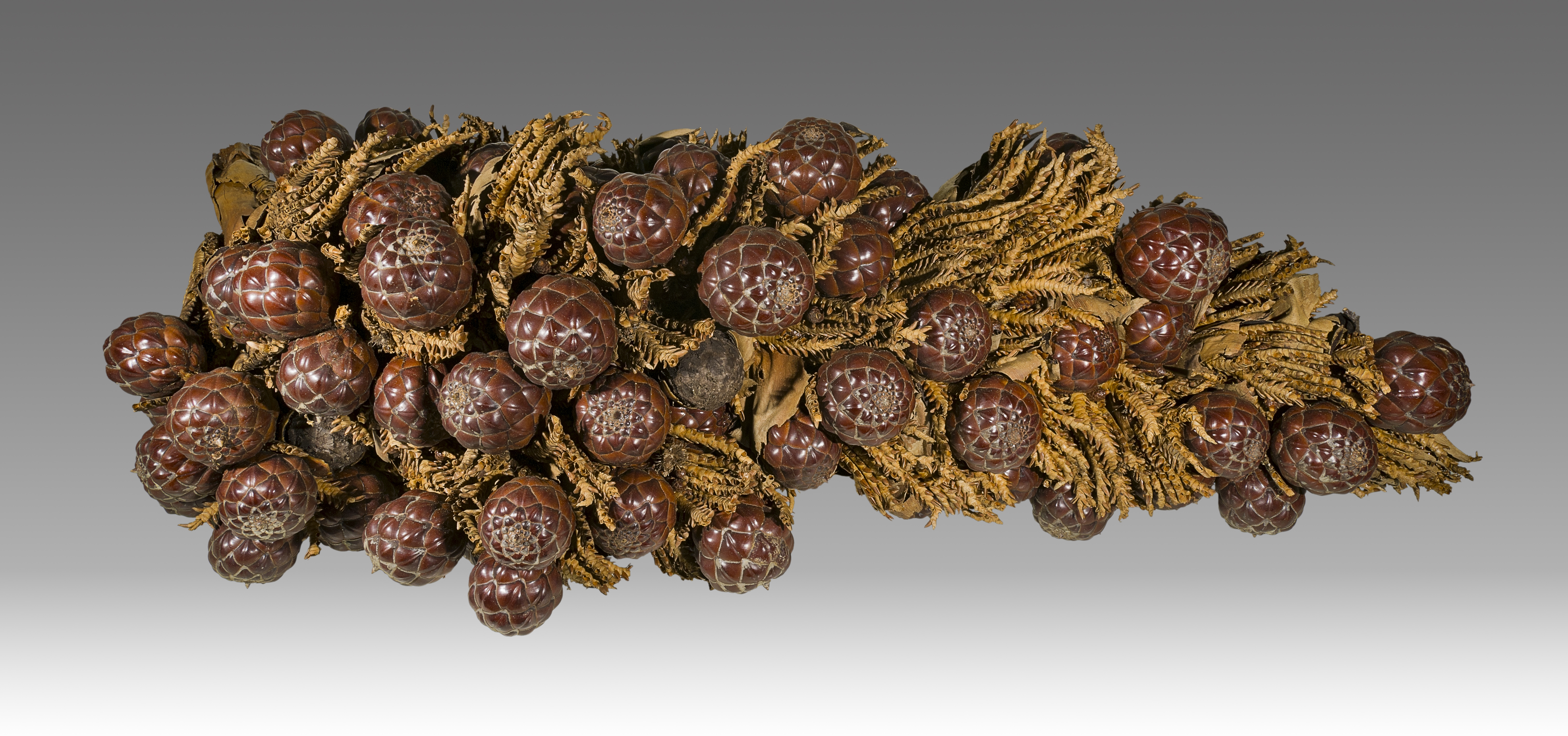
Raphia farinifera Balansa collection MHNT
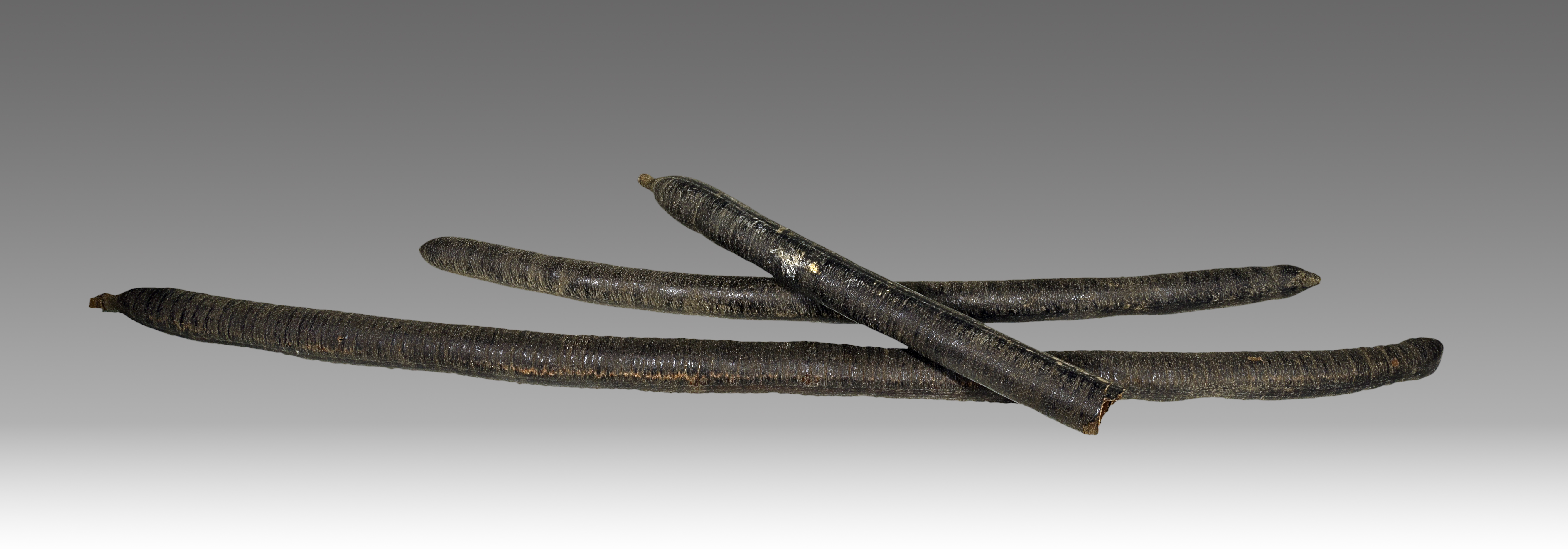
Cassia fistula Balansa collection MHNT
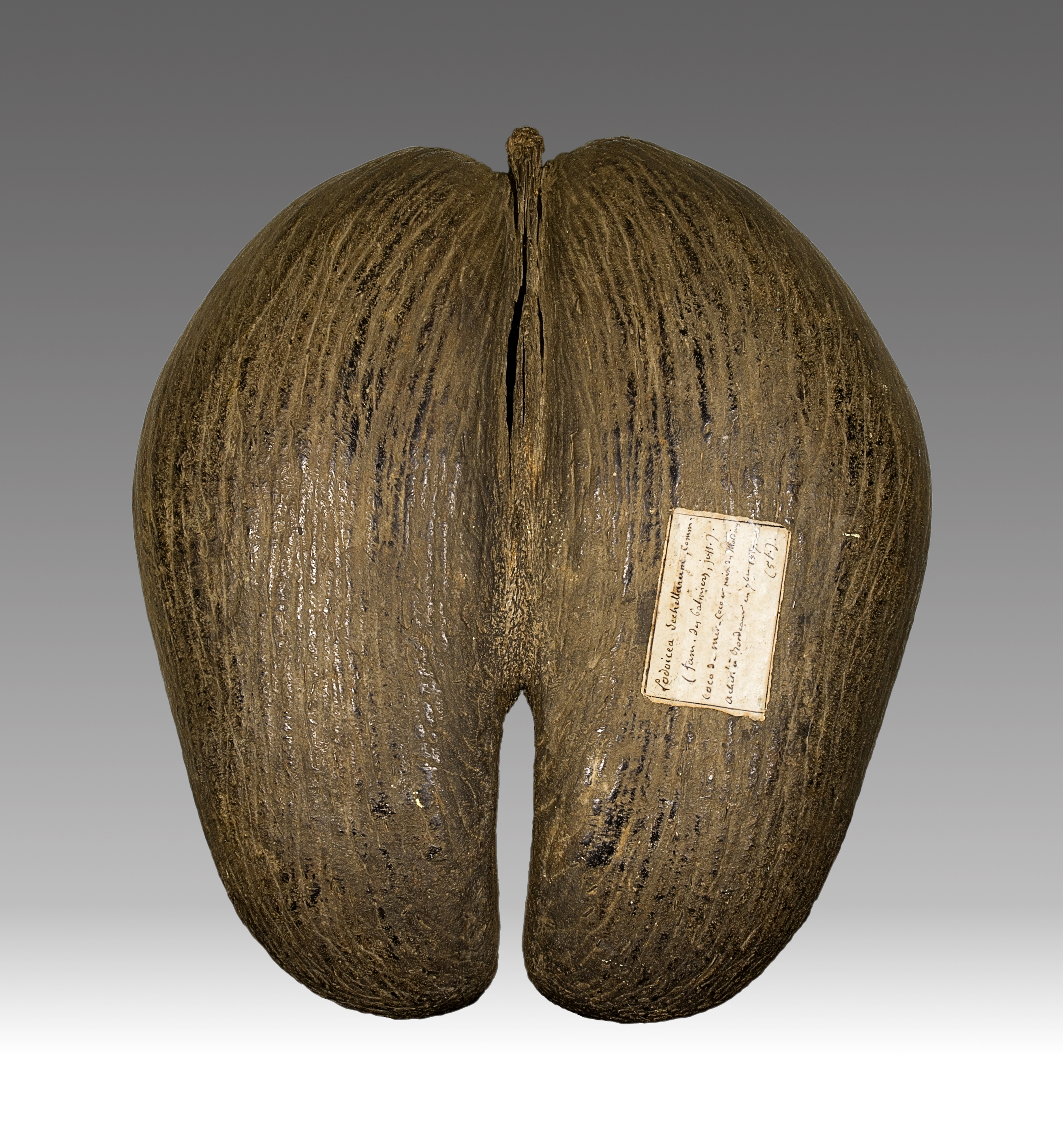
Lodoicea maldivica, Balansa collection MHNT
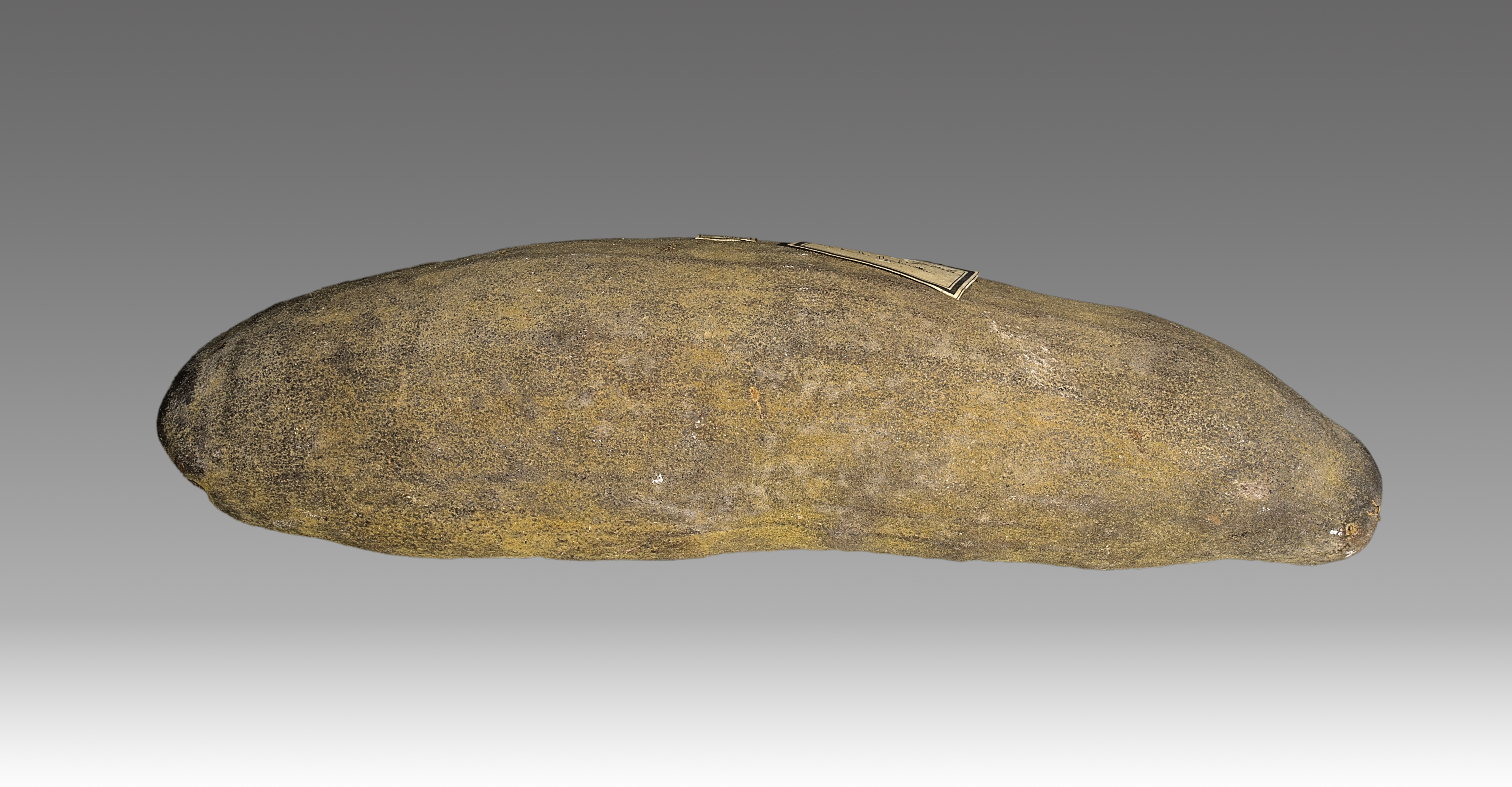
Adansonia digitata Balansa collection MHNT
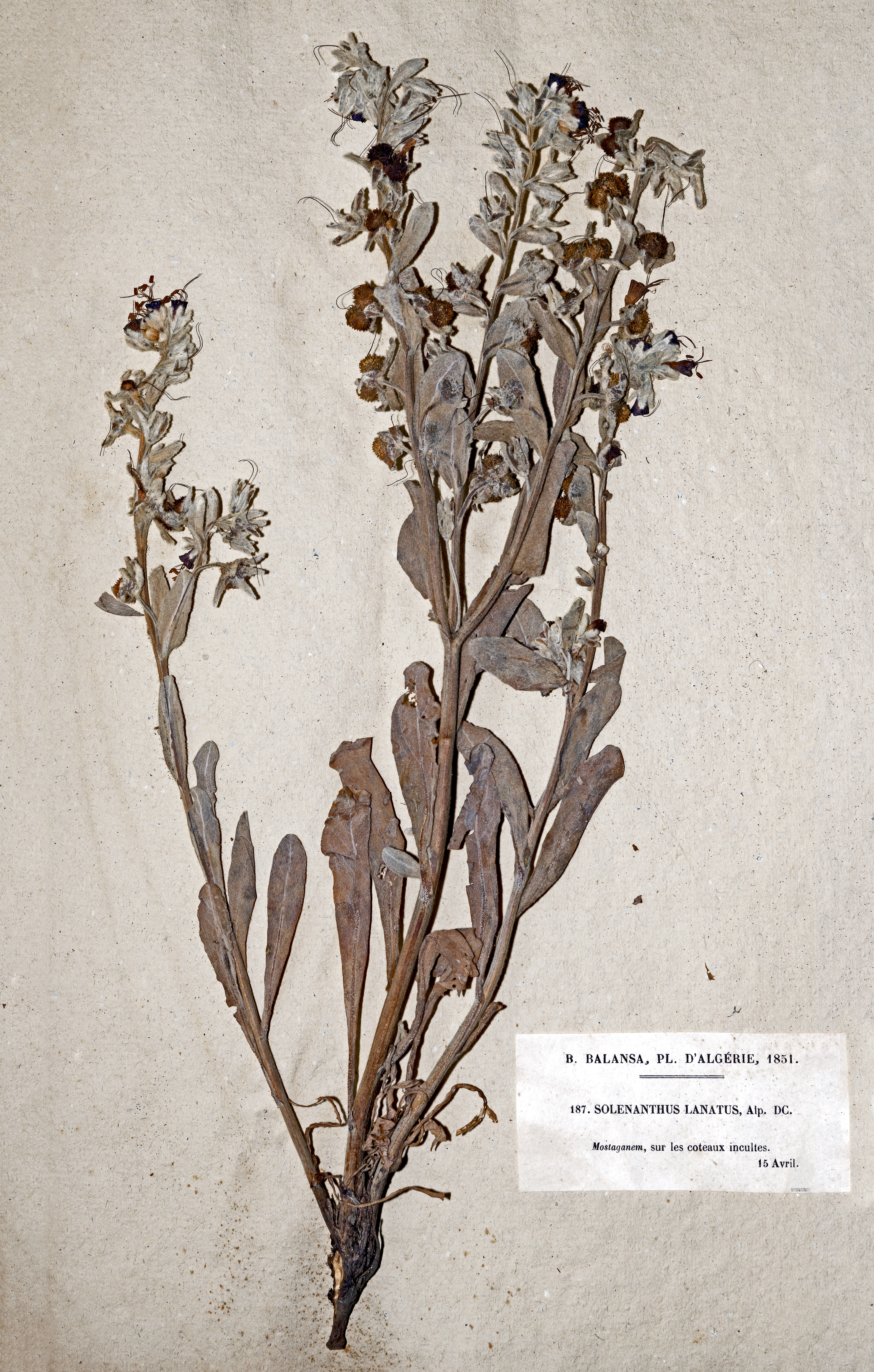
Solenanthus lanatus Balansa collection MHNT

## Œuvre
On lui doit la description de  43 espèces :
- Leguminosae Adenocarpus anagyrifolius Coss. & Bal. [1873 publ. 1874]
- Poaceae Aristida brachyptera Coss. & Bal. 1858
- Poaceae Avena mandoniana Coss. & Bal. [1868 publ. 1869]
- Brassicaceae Cardamine lazica Boiss. & Bal. ex Boiss. 1888
- Euphorbiaceae Chamaesyce senguptae (Bal. & Subr.) V.S.Raju & P.N.Rao 1977
- Poaceae Chloris divaricata R.Br. var. cynodontoides (Bal.) Lazarides 1972
- Leguminosae Crotalaria khasiana Bal. ex Thoth. & A.A.Ansari (1978 publ. 1979)
- Poaceae Crypsis acuminata Trin. subsp. ambigua (Boiss. & Bal. ex Boiss.) 1985
- Myrtaceae Eugenia baruensis Bal. ex O.Berg 1858
- Euphorbiaceae Euphorbia anacampseros Bal. ex Boiss. 1862
- Euphorbiaceae Euphorbia rimarum Coss. & Bal. [1873 publ. 1874]
- Poaceae Festuca cynosuroides Bal. ex Nyman 1882
- Leguminosae Hedysarum membranaceum Coss. & Bal. [1873 publ. 1874]
- Brassicaceae Hesperis aucheri Bal. ex E.Fourn. [1866 publ. 1868]
- Cupressaceae Juniperus argaea Bal. ex Parl. 1868
- Poaceae Leersia debilis Bal. & Poit. 1878
- Poaceae Leersia distichophylla Bal. & Poit. 1878
- Scrophulariaceae Linaria ventricosa Coss. & Bal. [1873 publ. 1874]
- Poaceae Luziola spiciformis Anderss. ex Bal. & Poitrass. 1878
- Poaceae Luziola striata Bal. & Poitrass. 1878
- Lamiaceae Marrubium album Boiss. & Bal. 1859
- Lamiaceae Marrubium depauperatum Boiss. & Bal. 1859
- Apiaceae Meliocarpus cilicicus Boiss. & Bal. 1856
- Crassulaceae Pistorinia breviflora Coss. & Bal. [1873 publ. 1874]
- Poaceae Poa controversa Bal. 1874
- Dipsacaceae Pterocephalus depressus Coss. & Bal. [1873 publ. 1874]
- Resedaceae Reseda elata Coss. & Bal. ex Müll.Arg. 1868
- Resedaceae Reseda saxatilis Bal. ex Müll.Arg. 1857
- Polygonaceae Rumex acetosella L. subsp. acetoselloides (Bal.) J.C.M.Den Nijs 1984
- Polygonaceae Rumex acetoselloides Bal. 1854
- Polygonaceae Rumex papilio Coss. & Bal. [1873 publ. 1874] (IK)
- Lamiaceae Salvia ochroleuca Coss. & Bal. [1873 publ. 1874]
- Lamiaceae Salvia taraxacifolia Coss. & Bal. [1873 publ. 1874]
- Poaceae Sesleria subacaulis Bal. ex Boiss. 1884
- Lamiaceae Stachys saxicola Coss. & Bal. [1873 publ. 1874]
- Lamiaceae Teucrium bullatum Coss. & Bal. [1873 publ. 1874]
- Lamiaceae Teucrium collinum Coss. & Bal. [1873 publ. 1874]
- Lamiaceae Teucrium decipiens Coss. & Bal. [1873 publ. 1874]
- Lamiaceae Teucrium rupestre Coss. & Bal. [1873 publ. 1874]
- Euphorbiaceae Tithymalus rimarum (Coss. & Bal.) Soják 1972
- Caryophyllaceae Velezia hispida Boiss. & Bal. 1856
- Poaceae Zizaniopsis bonariensis (Bal. & Poitr.) Speg. 1902
- Poaceae Zoysia seslerioides (Bal.) Clayton & F.R.Richardson (1973)

## Abréviation
Balansa est l'abréviation internationale en botanique pour cet auteur.

## Honneurs
Il est le dédicataire de nombreux genres :Balansaea Boiss. Balansaephytum Drake (1896), Balansia Speg. (1885), Balansiella Henn. (1904), Balansina G.Arnaud (1918), Balansiopsis Höhn. (1910)  Balansochloa Kuntze (1903); mais aussi d'espèces telles que  Trigonella balansae et Wittsteinia balansae.

## L'index international des noms de plantes
Liste des plantes décrites

## Œuvre
- Note sur un nouveau Rumex de l'Asie Mineure. In: Bulletin de la Société Botanique de France. Band 1, 1854, S. 281–283 (online).
- [Lettre sur la végétation du Taurus]. In: Bulletin de la Société Botanique de France. Band 2, 1855, S. 654–657 (online).
- [Annexe à la végétation du Taurus]. In: Bulletin de la Société Botanique de France. Band 2, 1855, S. 690 (online).
- Végétation de Mersina et de ses environs. In: Revue horticole. 4. Folge, Band 4, Nummer 19, 1855, S. 371–377 (online).
- Sur le mode de végétation de l'Arceuthobium oxycedri. In: Bulletin de la Société Botanique de France. Band 3, 1856, S. 281–282 (online).
- Description de quelques espèces nouvelles de Graminées d'Orient. In: Bulletin de la Société Botanique de France. Band 4, 1857, S. 305–309 (online). - mit Pierre Edmond Boissier
- Description du genre Thurya. In: Annales des Sciences naturelles Botanique. 4. Folge, Band 7, Nummer 5, 1857, S. 302–306 (online). - mit Pierre Edmond Boissier
- Description de trois nouvelles espèces de graminées. In: Bulletin de la Société Botanique de France. Band 5, 1858, S. 168–170 (online).
- Ascension du Mont Humboldt (Cando des Néo-Calédoniens). In: Bulletin de la Société Botanique de France. Band 19, 1872, S. 303–311 (online).
- Catalogue des Graminées de la Nouvelle-Calédonie. In: Bulletin de la  Société Botanique de France. Band 19, 1872, S. 315–329 (online).
- Végétation de la Nouvelle-Calédonie. In: Revue des Sciences naturelles de Montpellier. Band 3, 1872?, S. 622
- Sur la géographie botanique de l'Océanie et de la Nouvelle-Calédonie In: Bulletin de la Société d'Histoire naturelle de Toulouse - huitième année. Band 7, 1873, S. 327–332.
- Nouvelle-Calédonie. In: Bulletin de la Société de Géographie. 6. Folge, Band 5, 1873, S. 113–132, S. 521–534 (online).
- Catalogue des Graminées du Lazistan, précédé de quelques considérations sur la végétation de cette contrée. In: Bulletin de la Société Botanique de France. Band 20: 1873, S. 330–334 (online).
- Catalogue des Graminées du Lazistan, précédé de quelques considérations sur la végétation de cette contrée. In: Bulletin de la Société Botanique de France. Band 21, 1874, S. 10–19 (online).
- Le Mont Bavi (Tonkin). In L'Avenir du Tonkin. Hanoi, 2. September 1886.
- M. Balansa au Tonkin et ses travaux. [Fu-Phap, 28. Juli 1887] In: Bulletin de la Société de Géographie commerciale de Paris. Band 10, Paris 1887/1888, S. 74–75 (online).
- Les végétaux du Tonkin. [Fu-Phap, 25. Dezember 1887] In: Bulletin de la Société de Géographie commerciale de Paris. Band 10, Paris 1887/1888, S. 550–551 (online).
- Cultures au Tonkin. [Fu-Phap, 11. April 1888] In: Bulletin de la Société de Géographie commerciale de Paris. Band 10, Paris 1887/1888, S. 780–781 (online).
- Quatre années de séjour au Tonkin. - Notes et impressions. In: Bulletin de la Société de Géographie commerciale de Paris. Band 11, Paris 1888/1889, S. 567-571 (online).
- Les cultures au Tonkin. In: Bulletin de la Société de Géographie commerciale de Paris. Band 12, Paris 1889/1890, S. 285–291 (online).
- Catalogue des Graminées de l'Indo-Chine française. In: Journal de Botanique. Band 4, 1890 S. 27–32, S. 76–84, S. 109–116, S. 135–145, S. 161–172.

Balansa est l’abréviation botanique standard de Benjamin Balansa.
Consulter la liste des abréviations d'auteur en botanique ou la liste des plantes assignées à cet auteur par l'IPNI, la liste des champignons assignés par MycoBank, la liste des algues assignées par l'AlgaeBase et la liste des fossiles assignés à cet auteur par l'IFPNI.